# Rite oriental
On désigne par rite oriental un des différents rituels par lesquels les 23 Églises catholiques orientales, deux Confessions protestantes et toutes les Églises orthodoxes célèbrent Dieu.
Les rites orientaux sont majoritairement employés par les chrétiens vivant en Orient et, en moindre mesure en Occident, par les chrétiens issu des diasporas orientales.
Il y a cinq grands rites orientaux : alexandrin (copte, éthiopien, érythréen), arménien, syriaque oriental (chaldéen et syro-malabar), antiochien/syriaque occidental (maronite, syriaque et syro-malankare) et byzantin.
Si le rite byzantin et ses variantes sont utilisés par toutes les Églises orthodoxes et les deux Confessions protestantes, seules 17 Églises catholiques orientales l'utilisent, les autres Églises catholiques orientales utilisant d'autres rites orientaux.
Les rites orientaux cités à l'article 28,2 du Code des canons des Églises orientales, sont issus, sauf exception, des traditions alexandrine, arménienne, chaldéenne, antiochienne et constantinopolitaine (ou byzantine).

Carte d'usage majoritaire du rite latin ou du rite oriental par pays
rite latin
rite oriental

Le rite latin n'est pas en usage dans tous les diocèses catholiques, il existe encore quelques diocèses où seul le rite oriental est en usage. Dans certains diocèses catholiques où les deux rites, latin et oriental, sont utilisés, tantôt un rite prédomine, tantôt l'autre.

## Rite alexandrin

### Rite copte
Le rite copte, qui est à l'origine le rite de l'Église d'Alexandrie :
- l'Église catholique copte
- l'Église copte orthodoxe (Église des trois conciles)

### Rite guèze
Le rite guèze, qui est une variante du rite copte comportant des pratiques de l'Ancien Testament :
- Église catholique éthiopienne
- l'Église catholique érythréenne
- l'Église éthiopienne orthodoxe (Église des trois conciles)
- l'Église érythréenne orthodoxe (Église des trois conciles)

## Rite arménien
Le rite arménien, apparenté aux rites syriaque occidental et byzantin :
- l'Église catholique arménienne
- l'Église apostolique arménienne (Église des trois conciles)

## Rite syriaque oriental ou Rite chaldéen
Le rite chaldéen ou rite syriaque oriental, qui est à l'origine le rite de l'Église de Perse :
- l'Église catholique chaldéenne;
- l'Église catholique syro-malabare;
- Églises des deux conciles : Église apostolique assyrienne de l'Orient · Ancienne Église de l'Orient · Église malabare orthodoxe, etc.

## Rite antiochien: Rite syriaque occidental et Rite maronite
Le rite maronite ou rite syriaque occidental, qui est à l'origine le rite de l'Église d'Antioche (églises maronite, catholique syriaque et syro-malankare) ;

### Rite maronite
- l'Église maronite

### Rite syriaque occidental
- l'Église catholique syriaque;
- l'Église catholique syro-malankare;
- Églises des trois conciles : Église syriaque orthodoxe, Église apostolique arménienne (en partie influencé par le rite byzantin), Église malankare orthodoxe, Église syro-malankare orthodoxe, Église syriaque orthodoxe antiochienne, etc.

## Rite byzantin (constantinopolitain)
Le rite byzantin ou rite constantinopolitain est un des rites liturgiques orientaux employé par dix-sept Églises catholiques orientales et la majorité des Églises orthodoxes. Des variantes du rite byzantin sont utilisées par des Églises catholiques et orthodoxes ainsi que la confession protestante.
Le prêtre préside les offices et est assisté d'un diacre et généralement d'un lecteur.
Le prêtre célèbre en président : il est le premier en face de Dieu qu'il prie non seulement pour lui-même mais pour tous les fidèles « ainsi que tous ceux qui prient avec nous » « nous qui implorons ta miséricorde pour nos propres péchés et pour tous les manquements de ton peuple ». La plupart des prières du prêtre sont des prières « secrètes » parce que dites à voix basse. Le diacre prie généralement toutes les litanies.
Le lecteur prie les « prières initiales » les psaumes (cathismes) et d'autres prières.
C'est une liturgie à plusieurs niveaux : la prière plus théologique du prêtre, la prière (dite à voix haute) du diacre, celle du chœur pour répondre au diacre (ou au prêtre) et pour les différents moments des offices où l'on chante, et la prière de chaque fidèle.
Ce rite comprend trois liturgies (= Messe) :
- celle de saint Jean Chrysostome (c'est elle qu'on utilise le plus souvent), célébrée dans la matinée;
- celle de saint Basile (10 fois par an) célébrée après les Vêpres (office du soir);
- celle des « saints Dons Présanctifiés » (en Carême, mais pas les dimanches de Carême : dimanche = commémoration de la Résurrection du Christ) célébrée normalement après les Vêpres, elle aussi.

Les offices du rite byzantin sont généralement plus longs que les offices de la forme ordinaire du rite romain.
Le rite byzantin est à l'origine le rite de l'Église de Constantinople (églises grecques-catholiques) ;
| Toutes les Églises catholiques orientales non-précitées plus haut dans la page utilisent un rite issu de la tradition byzantine, à savoir 16 Églises catholiques et une communauté : | Toutes les Églises catholiques orientales non-précitées plus haut dans la page utilisent un rite issu de la tradition byzantine, à savoir 16 Églises catholiques et une communauté : | Église orthodoxe (19) :                                                       | Confession protestante (1) :                                          |
| --- | --- | ----------------------------------------------------------------------------- | --------------------------------------------------------------------- |
| Églises archiépiscopales majeures | Église grecque-catholique ukrainienne | Église orthodoxe d'Ukraine (Patriarcat de Kiev)                               | Église luthérienne ukrainienne utilise une variante du rite byzantin. |
| Églises archiépiscopales majeures | Église grecque-catholique ukrainienne | Église orthodoxe d'Ukraine (Patriarcat de Moscou)                             |                                                                       |
| Églises archiépiscopales majeures | Église grecque-catholique roumaine | Église orthodoxe roumaine                                                     |                                                                       |
| Autres Églises | Église grecque-catholique ruthène |                                                                               |                                                                       |
| Autres Églises | Église grecque-catholique slovaque | Église orthodoxe tchèque et slovaque                                          |                                                                       |
| Autres Églises | Église grecque-catholique hongroise |                                                                               |                                                                       |
| Autres Églises | Église grecque-catholique bulgare | Église orthodoxe bulgare                                                      |                                                                       |
| Autres Églises | Église grecque-catholique croate |                                                                               |                                                                       |
| Autres Églises | Église grecque-catholique macédonienne |                                                                               |                                                                       |
| Autres Églises et communautés | Église grecque-catholique russe | Église orthodoxe de Russie                                                    |                                                                       |
| Autres Églises et communautés | Église grecque-catholique biélorusse |                                                                               |                                                                       |
| Autres Églises et communautés | Église grecque-catholique albanaise | Église orthodoxe d'Albanie                                                    |                                                                       |
| Autres Églises et communautés | Église grecque-catholique italo-albanaise |                                                                               |                                                                       |
| Autres Églises et communautés | Église grecque-catholique hellène | Église orthodoxe de Grèce                                                     |                                                                       |
| Autres Églises et communautés | Église grecque-catholique serbo-monténégrine | Église orthodoxe serbe                                                        |                                                                       |
| Autres Églises et communautés | Église grecque-catholique tchèque |                                                                               |                                                                       |
| Autres Églises et communautés | Communauté grecque-catholique géorgienne | Église orthodoxe géorgienne                                                   |                                                                       |
| Églises patriarcales | Église grecque-catholique melkite |                                                                               |                                                                       |
| | | Église orthodoxe de Jérusalem (Patriarcat orthodoxe de Jérusalem)             |                                                                       |
| | | Église orthodoxe arménienne                                                   |                                                                       |
| | | Église orthodoxe de Constantinople (Patriarcat œcuménique de Constantinople)) |                                                                       |
| | | Église orthodoxe d'Alexandrie (Patriarcat orthodoxe d'Alexandrie)             |                                                                       |
| | | Église orthodoxe d'Antioche (Patriarcat orthodoxe d'Antioche)                 |                                                                       |
| | |                                                                               |                                                                       |
| | | Église orthodoxe de Chypre                                                    |                                                                       |
| | | Église orthodoxe de Finlande                                                  |                                                                       |
| | | Église orthodoxe polonaise                                                    |                                                                       |
| | | Église orthodoxe en Amérique                                                  |                                                                       |